# Kleberg County
Kleberg County är ett administrativt område i delstaten Texas, USA. År 2010 hade county 32 061 invånare. Den administrativa huvudorten (county seat) är Kingsville.  

## Geografi
Enligt United States Census Bureau har countyt en total area på 2 823 km². 2 256 km² av den arean är land och 567 km² är vatten.

### Angränsande countyn
- Nueces County - norr
- Mexikanska golfen - öster
- Kenedy County - söder
- Brooks County - sydväst
- Jim Wells County - väster